# Johan August Voigt
Johan August Voigt (Paramaribo, 1809 - 1861) was bouwkundig tekenaar, architect en stadsbouwmeester van Paramaribo (Suriname). Zijn bekendste ontwerp is het gebouw van het Ministerie van Financiën aan het Onafhankelijkheidsplein in Paramaribo.

## Privéleven
Johan August Voigt werd in Suriname geboren. Rond 1828 studeerde hij aan de Koninklijke Academie in Amsterdam. Na zijn studie maakte hij een studiereis door de Verenigde Staten.
Op 7 maart 1832 diende Voigt bij de Hooge Raad der Nederlandsche West-Indische Bezittingen een verzoek in om Brieven van Vrijdom te verlenen "voor de Negerin Cerie, hem in eigendom toebehoorende”.
Voigt trouwde op 10 oktober 1833 in Amsterdam met Maria Jetta Buhrman die toen 24 jaar oud was. Haar vader Jan Buhrman was meestertimmerman. Het echtpaar kreeg vier kinderen. Bij de burgerlijke stand in Paramaribo werd op 14 februari 1842 het voorgenomen vertrek genoteerd van Maria Jetta Burmann, echtgenoot van J.A. Voigt, en haar kinderen: Johanna Maria Paulina, Cornelia Augustina (1837), Martinus August (1838) en Louise Emilie Josephine (1841).
Voigt overleed in 1861. Door het Collegie van Commissarissen voor het departement der Onbeheerde boedels wordt op 7 januari 1865 een dictum gewezen voor de boedel van Johan August Voigt.

#### Diversen
De jonge Voigt nam deel aan de Tentoonstelling van kunstwerken van levende meesters in 1828 in Amsterdam. Vanaf 1835 was hij lid van de Maatschappij Tot Nut van ’t Algemeen in Paramaribo. In 1848 publiceerde hij een brochure van acht pagina’s, getiteld Een woord over de Industrie-school, gerigt aan de werkslieden in Suriname.

## Stadsbouwmeester

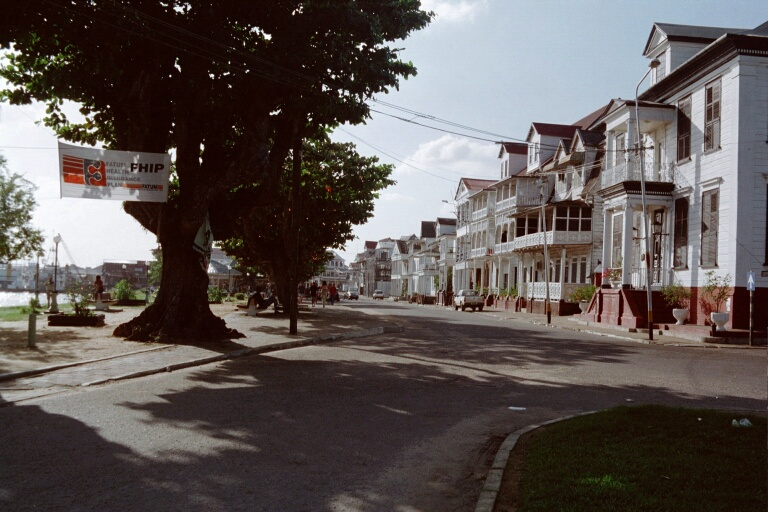
Waterkant, Paramaribo (2005)

In 1835 werd Voigt benoemd tot stadsbouwmeester van Paramaribo. Hij heeft die functie uitgeoefend tot aan zijn dood in 1861. De hoofdtaak van de stadsbouwmeester was het ontwerpen van gebouwen voor de overheid. Voigt was de opvolger van de eerste stadsbouwmeester van Paramaribo, Charles A. Roman. Voigt bouwde in neoclassicistische stijl. De inspiratie daarvoor had hij opgedaan tijdens zijn reis naar de Verenigde Staten, met name tijdens zijn verblijf in Charleston (South Carolina).
Door de twee grote stadsbranden in Paramaribo in 1821 en 1832 was het gedeelte van de oude binnenstad ten zuiden van het Gouvernementsplein en langs de Waterkant in de as gelegd. Tijdens het stadsbouwmeesterschap van Voigt werden de grote witgeschilderde huizen met galerijen gebouwd en kwam de rij monumentale witte gebouwen aan de Waterkant tot stand die kenmerkend zijn voor het stadsgezicht van Paramaribo. 
Op 1 januari 1856 werd de functie van Voigt uitgebreid. Hij werd benoemd tot chef van het nieuw opgerichte Bouwdepartement. In dit departement werd de dienst van Voigt, die gericht was op openbare gebouwen, gecombineerd met het Geniedepartement dat zich bezighield met militaire bouw en infrastructuur. Bij de benoeming behoorde een dienstwoning, een van de officierswoningen bij Fort Zeelandia. Het bouwdepartement had een eigen ontwerpafdeling en beschikte over magazijnen met bouwmaterialen en werkplaatsen. Het bouwdepartement had twee bouwopzichters en twaalf tot vijftien ambachtslieden in vaste dienst.
Na het overlijden van Voigt werd Johan Cateau van Rosevelt als zijn opvolger benoemd.

## Door Voigt ontworpen gebouwen

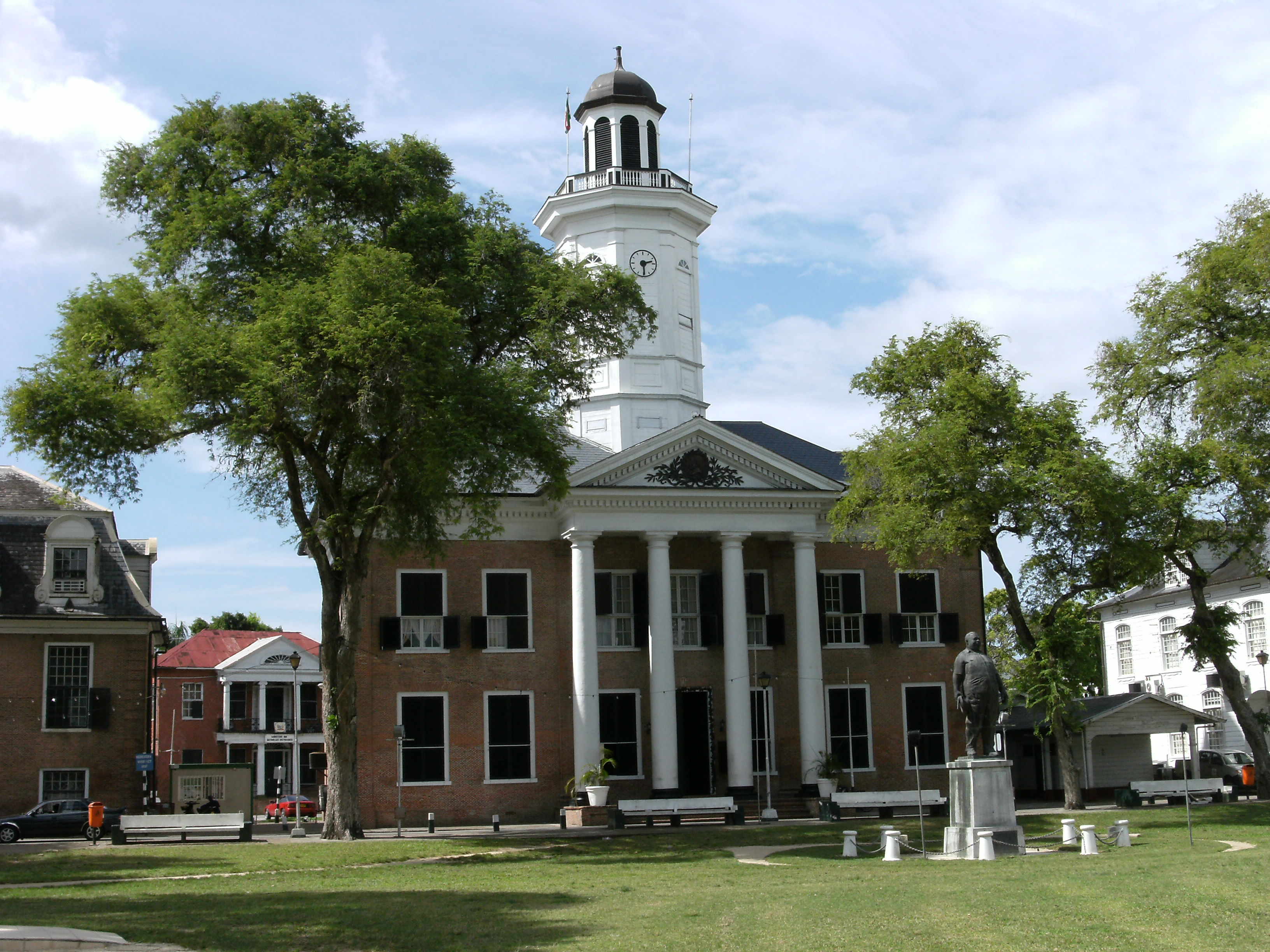
Ministerie van Financiën. (Foto Mark Ahsmann 2008)

#### Ministerie van Financiën
Het gebouw van het Ministerie van Financiën aan het Onafhankelijkheidsplein 3 was oorspronkelijk bedoeld als stadhuis en werd in de periode 1836-1841 gebouwd in neoclassicistische stijl. De eerste steen werd op 25 juni 1836 gelegd en in 1841 werd het als stadhuis in gebruik genomen. Niet lang daarna werd het een ministerie.
Het gebouw staat aan de westzijde van het plein, tussen het Huis Du Plessis en het Hof van Justitie. Op het gebouw staat een opvallende achtkantige houten toren. Waarschijnlijk is pas tijdens de bouw besloten om de toren groter te maken dan eerder voorzien. De toren lijkt eerder afgestemd op de hele westelijke pleinwand dan op het gebouw zelf.

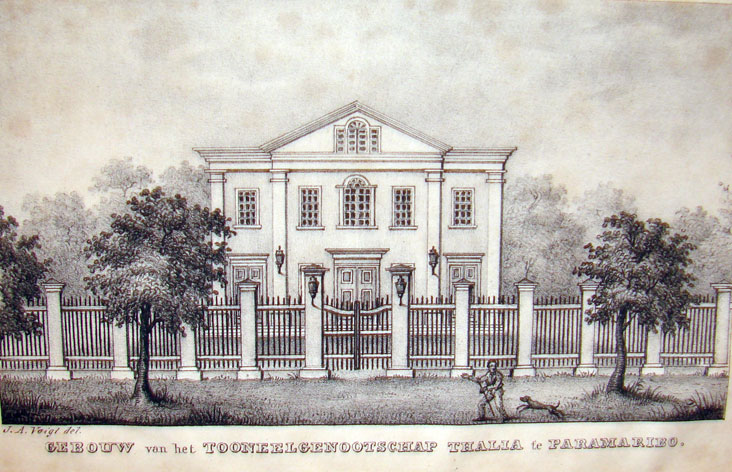
Gebouw van het tooneelgenootschap Thalia. (Gravure J.A. Voigt)

#### Theater Thalia
Op 9 Juni 1838 werd door Voigt zelf de eerste steen gelegd voor theater Thalia aan de Dr. J.F. Nassylaan 4. Het gebouw bood plaats aan 700 personen. De eerste voorstelling in het gebouw vond plaats op 20 Januari 1840. In 2011 werd het gebouw gerenoveerd. Er werd een nieuw dak geplaatst op de grote zaal en de kleedkamers van het theater werden vernieuwd. Het biedt nu plaats aan 500 personen.

## Gebouwd onder beheer van het Bouwdepartement
Onder leiding van Voigt werden gebouwen en civiele werken ontworpen en gebouwd. Van enkele bouwwerken is bekend dat hijzelf de ontwerper is geweest. 
- De Willemsbrug over de Sommelsdijckse Kreek bij de Grote Combéweg in 1836.
- Zes kleine officierswoningen die in 1839 bij Fort Zeelandia werden gebouwd.
- De stenen kademuur aan de Waterkant die werd aangelegd tussen 1840 en 1854. De verlenging van de Waagsteiger en de plaatsing van een ijzeren kraan daarop (1846).
- Een houten sluisje aan de Steenbakkersgracht (Dr. Sophie Redmond Straat). Voor dit werk gebruikte Voigt zowel de gangbare maatvoering in Rijnlandse voeten als de nieuwe “mêtre”, het metrisch stelsel dat in 1871 in Suriname zou worden ingevoerd.[1]

## Aan Voigt toegeschreven gebouwen

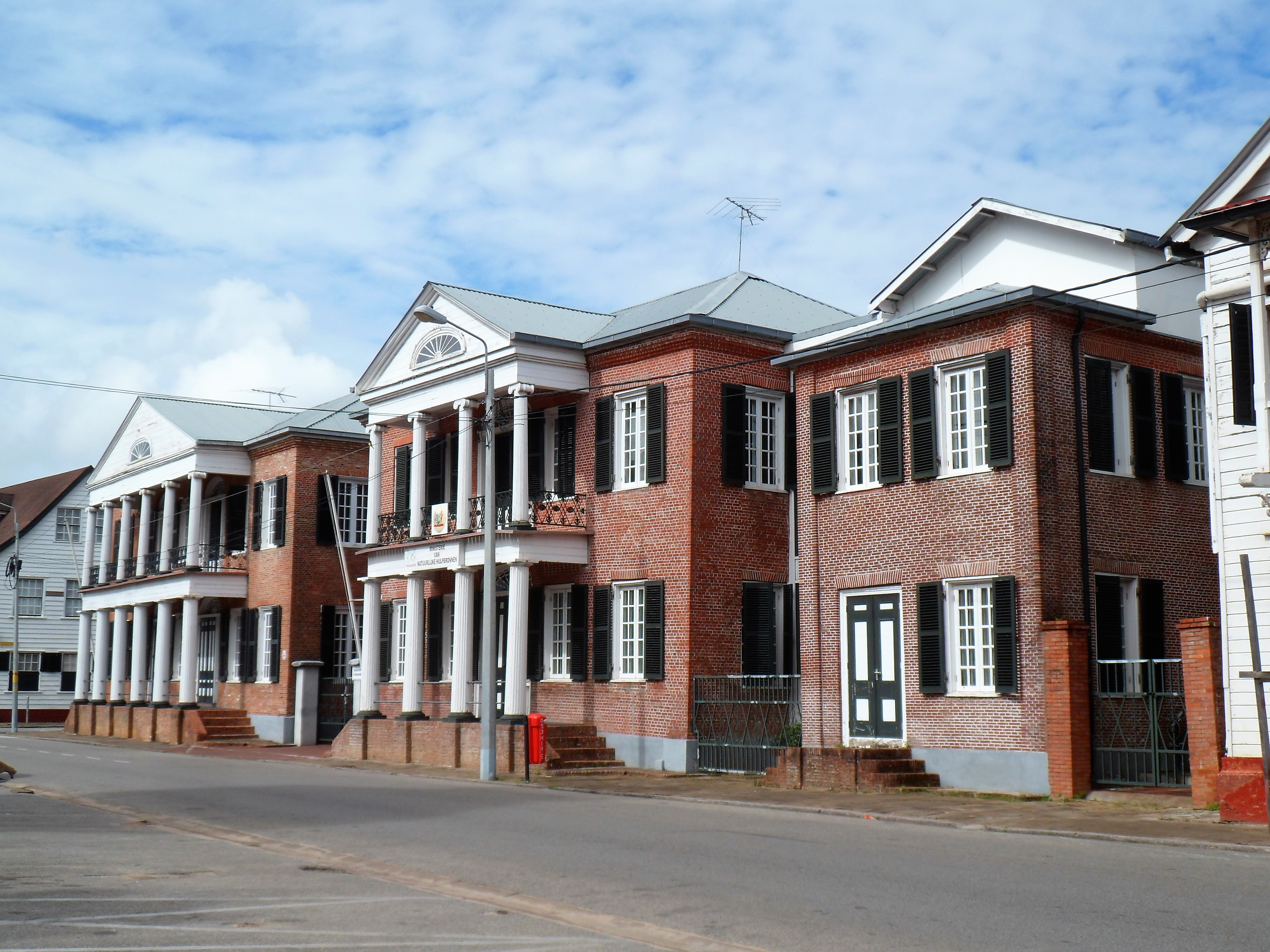
Mr. Dr. J.C. de Mirandastraat 13-15. (Foto Brokopondo 2017)

De grote woonhuizen aan de Waterkant 10, De Mirandastraat 17 en 19 (oude nummering) en Gravenstraat 3 (Henck Arronstraat) zijn gebouwd "in de stijl van architect Voigt". Het ontwerp van de huizen wordt aan hem toegeschreven op grond van de Amerikaanse stijlkenmerken, maar er is geen bewijs gevonden dat Voigt de architect is geweest.

#### Woonhuizen aan de Mr. dr. J.C. de Mirandastraat 13-15
Deze huizen, twee verdiepingen hoog en opgetrokken uit baksteen, waren bedoeld als woningen voor de koloniale elite. Tegenwoordig is het Ministerie van Natuurlijke Hulpbronnen er gevestigd. De huizen hebben kenmerkende galerijen die ook bij de grote houten huizen  in de binnenstad van Paramaribo voorkomen. Tussen de Dorische zuilen die de galerijen aan de voorzijde van het gebouw ondersteunen zijn gietijzeren balkonhekken geplaatst, die ook te zien zijn bij de gebouwen aan de Waterkant 10 en 26.

#### Waterkant 10
Het huis aan de Waterkant 10 is gebouwd tussen 1859 en 1878. Evenals de huizen aan De Mirandastraat is het opgetrokken uit baksteen in plaats van hout. Het gebouw heeft drie verdiepingen, uitstekende houten galerijen en een fronton aan de voorzijde, gedragen door Dorische zuilen. Op de begane grond, precies in het midden, is een doorgang naar het achtererf. De voordeuren bevinden zich aan weerszijden van de doorgang. Het zijn dubbele deuren, voorzien van houtsnijwerk en een bovenlicht.

## Niet gerealiseerde projecten

#### Woningen voor kolonisten op deplantage Voorzorg
J.A.Voigt ontwierp een plan voor 50 "goed betimmerde en op goede voetstukken gestelde woningen" op de plantage Voorzorg aan de Saramacca. De woningen waren bedoeld als huisvesting voor een groep protestantse Nederlandse boeren (Boeroes) die in 1845 naar Suriname emigreerde met als doel een nieuw bestaan op te bouwen. Het ontwerp werd te duur geacht en er werd uiteindelijk gekozen voor het ontwerp  van meestertimmerman (architect) Jean François Halfhide.

## Verbouwingen en restauraties

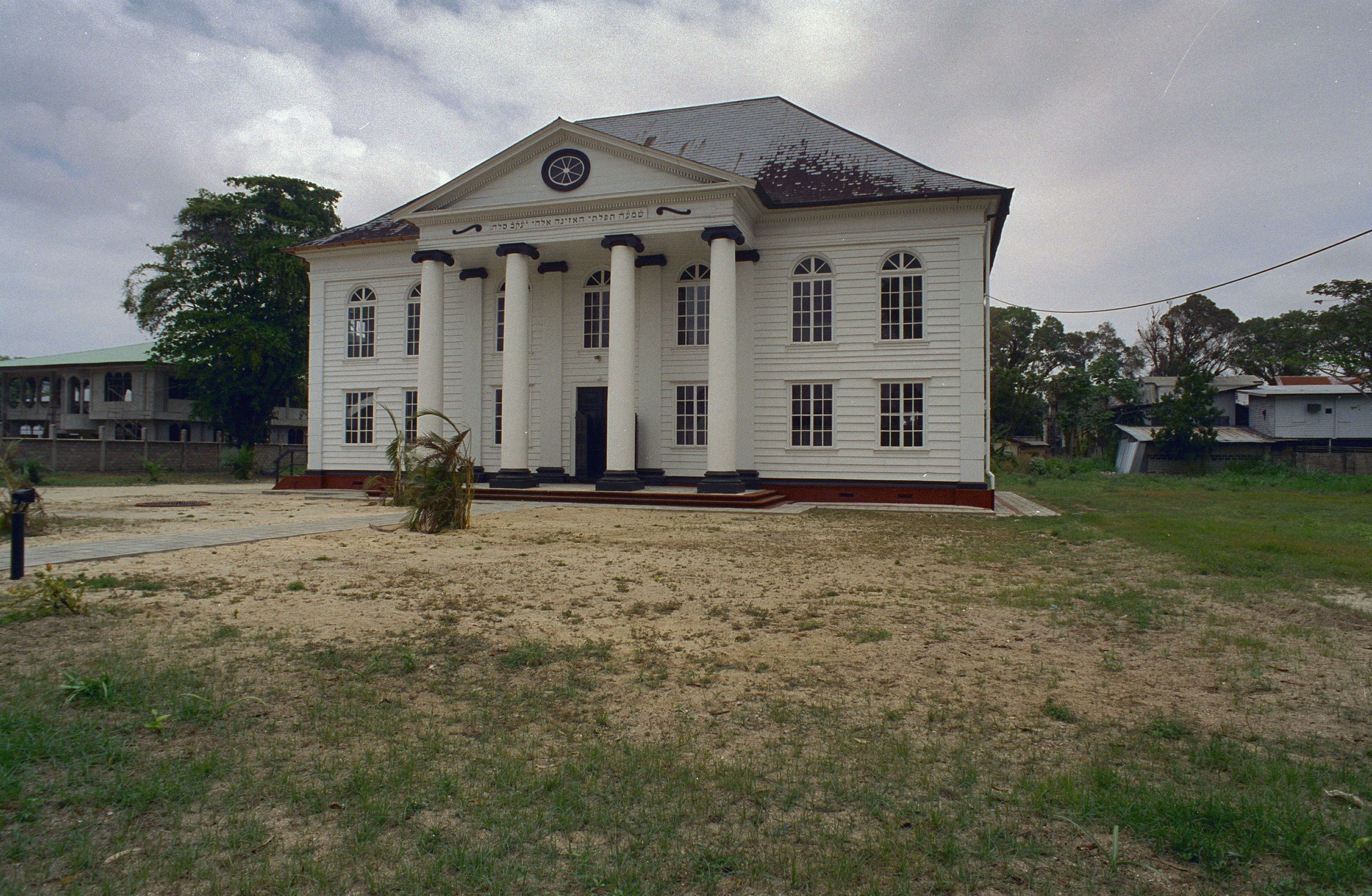
De ingang van de Synagoge Neve Shalom (Foto Loek Tangel 1997)

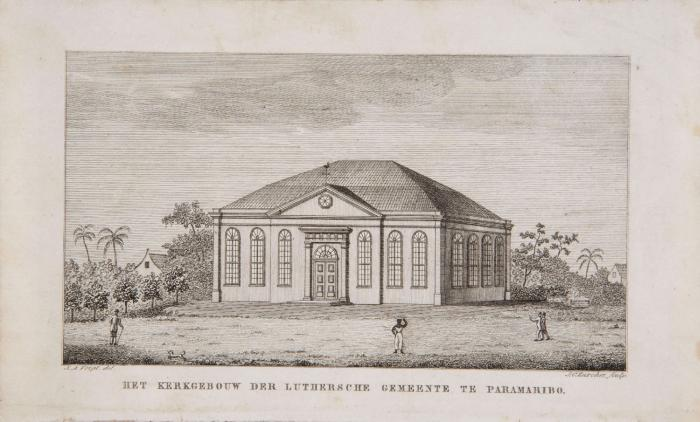
Het kerkgebouw der Lutherse Gemeente te Paramaribo. (Gravure J.A. Voigt)

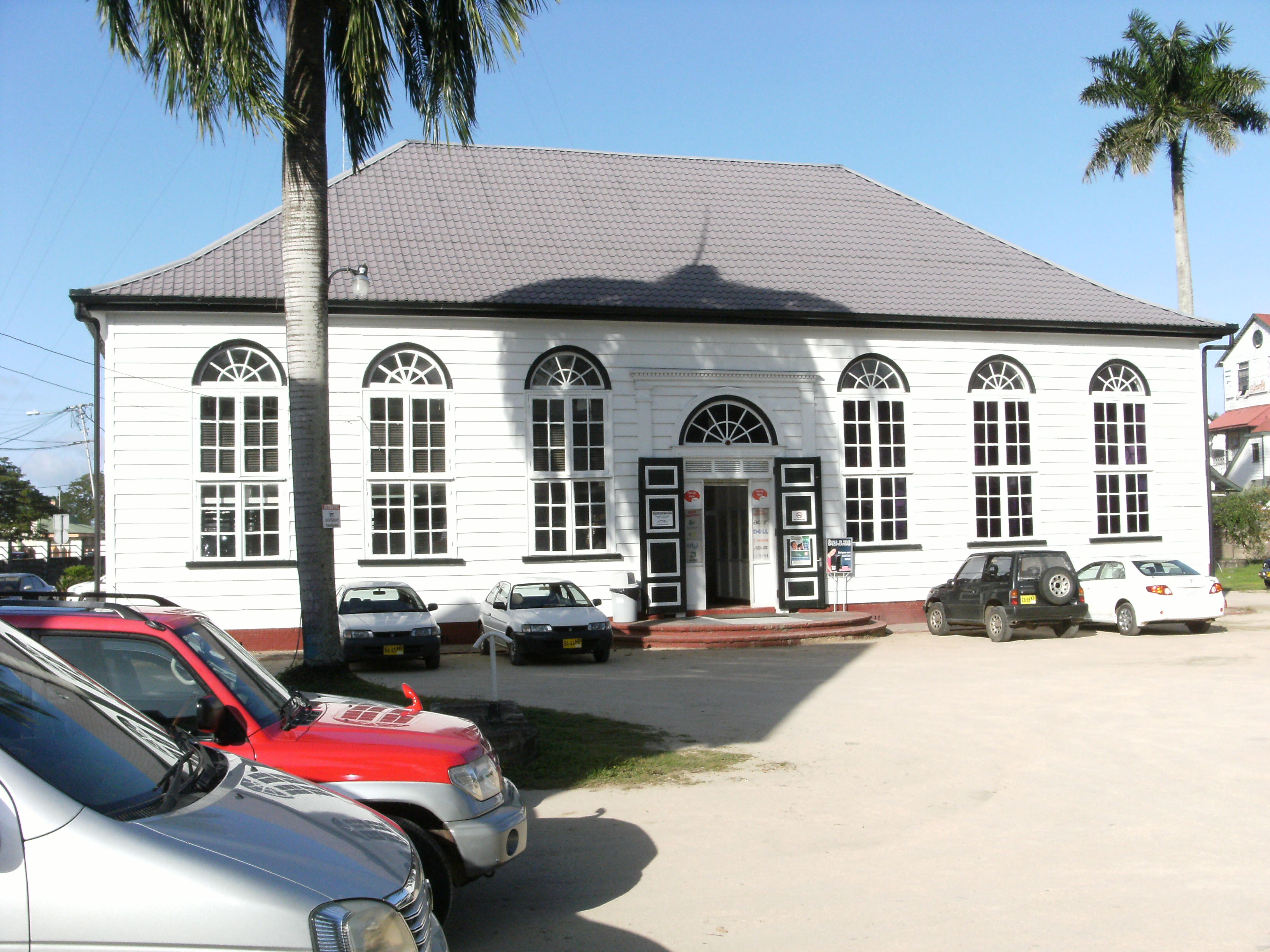
Voormalige Portugees-Israëlitische synagoge Tzedek ve-Shalom. (Foto Mark Ahsmann 2009)

#### Synagoge Neve Shalom
In 1836 ontwierp Voigt een aanbouw, een overdekte toegang (portico) voor de Nederlands-Israelitische synagoge Neve Shalom aan de Keizerstraat 82.

#### Lutherse kerk
In 1843 adviseerde Voigt over een verandering van het dak van de Lutherse kerk aan de Waterkant 102. Het dak lekte en hij stelde voor om het bovenste gedeelte van de muren van het gebouw te verlagen en het dak zodanig te vergroten dat het over de muren heen zou schieten. Het gebouw moet dus oorspronkelijk een rijziger aanzien hebben gehad. In 1975 kreeg de kerk de naam Maarten Luther Kerk.

#### Tzedek ve-Shalom
Voigt maakte in 1853 het bestek op voor een uitwendige verbouwing van de Portugees-Israelitische synagoge Tzedek ve-Shalom, Heerenstraat 20. In het bestek staat dat de verbetering was bedoeld om "de beide gevels aan de Grave en de Heeren Straaten een meer kerkelijk aanzien te geven". De muren werden verhoogd zodat er boogvensters boven de bestaande ramen konden worden geplaatst en de voor vrouwen bestemde galerijen in het gebouw in de hoogte meer ruimte kregen. De hoofddeuren aan de Heerenstraat en de Gravenstraat werden verplaatst naar het midden van het gebouw, tussen de drie ramen aan weerszijden. De synagoge is niet meer als gebedshuis in gebruik maar wordt verhuurd aan een computerzaak met internetcafé. De inventaris is in bruikleen gegeven aan het Israëlmuseum in Jeruzalem.